# 湖泊鄉
湖泊鄉（英語：Lake Country）是加拿大卑詩省中奧肯拿根地區一個區域自治體，南鄰基隆拿市，北接弗农市，西面瀕臨欧肯纳根湖，而卡拉馬爾卡湖南端和整個伍德湖也在區界之内。湖泊鄉佔地122.16平方公里，據2006年加拿大人口普查所示，區内居民有9,606人。
湖泊鄉於1995年由溫菲德、奧肯拿根中心（Okanagan Center）、奧雅馬（Oyama）和卡爾斯蘭丁（Carr's Landing）合併而成。湖泊鄉的民選區議會任期為三年一屆，由一名區域長官和六名區議員組成，當中四名區議員分別代表上述四個社區，而另外兩名區議員和區長則由湖泊鄉全體選民選出。
湖泊鄉的公共教育服務由中奧肯拿根23號校區提供，區内有三間小學和一間中學。專上教育則由卑詩大學奧肯拿根分校（校園位於基隆拿北區）和奧肯拿根學院（於基隆拿和弗農均設有校園）提供。

## 交通
湖泊鄉的主要南北幹綫為卑詩省97號公路。該公路南通基隆拿，北接弗農，當中約15公里的路段位於湖泊鄉區内，途經溫菲德和奧雅馬。公路的溫菲德段和奧雅馬以北的路段皆為四綫行車，而介乎溫菲德和奧雅馬之間（即沿著伍德湖西岸）的路段則為雙綫行車。省政府現正計劃將公路走綫移離伍德湖沿岸，並新建一條四綫公路來取代原有的雙綫路段。
基隆拿地區公車局旗下的23號巴士綫途經卑詩大學奧肯拿根分校連接溫菲德和基隆拿，而弗農地區公車局旗下的90號巴士綫則連接卑詩大學奧肯拿根分校、奧雅馬、溫菲德和弗農。
基隆拿國際機場位於湖泊鄉以南8公里，提供前往溫哥華、域多利、西雅圖、卡加利、愛民頓和多倫多的航綫。

## 外部連結

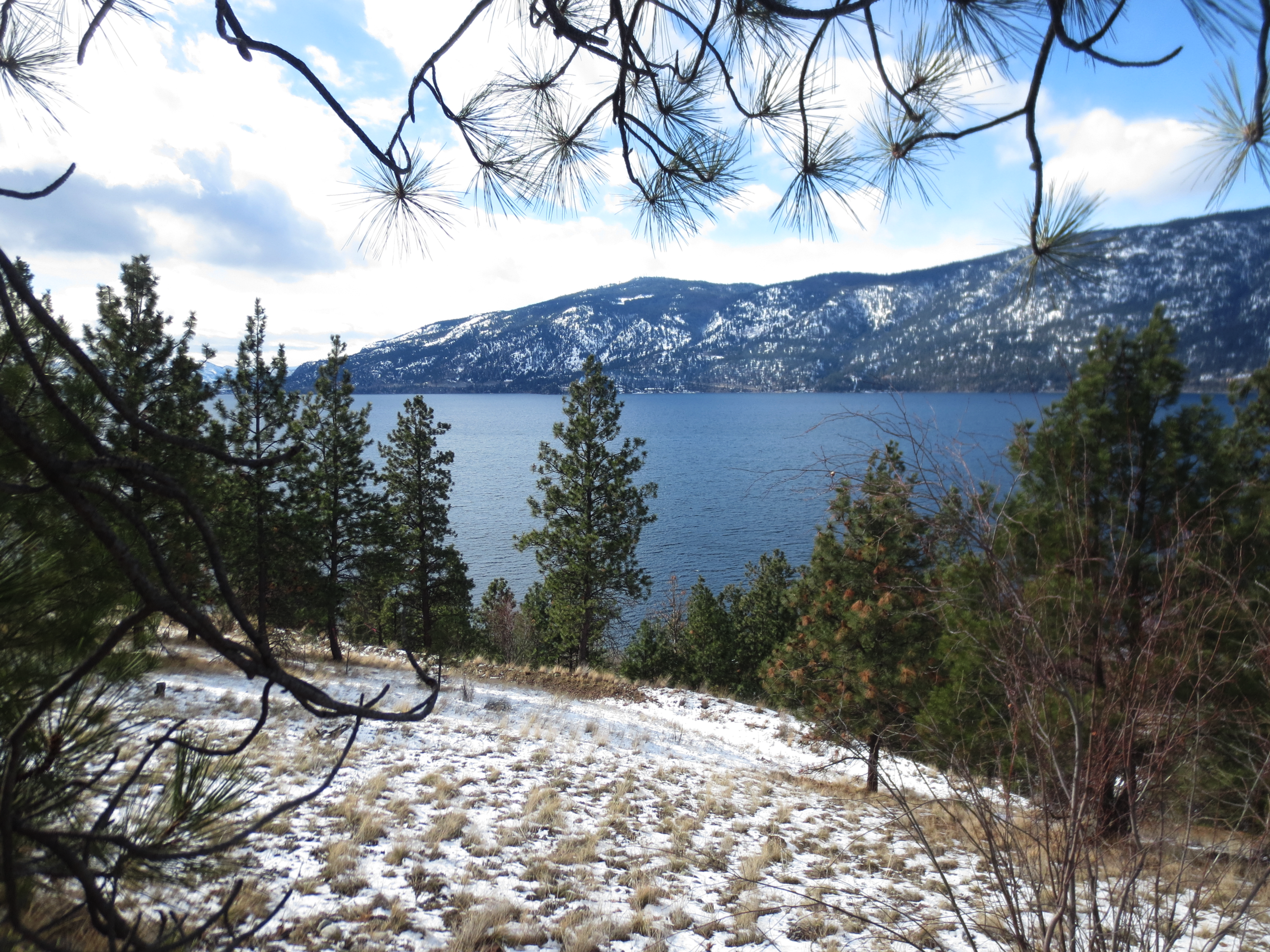
湖泊鄉

- District of Lake Country－湖泊鄉官方網站
- Lake Country Museum （页面存档备份，存于）－湖泊鄉博物館